# 平井龍明
平井龍明（ひらい たつあき、1925年10月7日 - ）は日本の大蔵官僚。
大蔵省国際金融局総務課長、アジア開発銀行日本理事（第2代）、大臣官房審議官（国際金融局担当）、関東財務局長、ソニー・プルデンシャル生命社長などを務めた。

## 来歴
第三高校から東京大学に入学。1947年12月：大蔵省仮入省（事務取扱嘱託）。東京大学法学部政治学科卒業。1948年3月：大蔵省本入省（主計局）。1950年4月から東京国税局調査査察部、大阪国税局調査査察部で査察関係の仕事に携わった。
1959年7月 主計局。同年8月 主計局主計官補佐（運輸、国鉄係主査）。1962年6月 主計局総務課長補佐。1963年5月 行政管理庁行政管理局管理官。
1965年7月 大臣官房財務調査官（財務参事官室担当）。1966年4月 国際金融局短期資金課長兼大臣官房財務調査官（財務参事官室担当）。同年6月 国際金融局短期資金課長。1967年8月 国際金融局企画課長。同年10月 国際金融局国際機構課長。1970年6月 国際金融局総務課長。
1971年5月 大臣官房付。アジア開発銀行日本理事。1973年6月26日 大臣官房審議官（国際金融局担当）。1974年7月10日 関東財務局長。1975年7月8日 退官。
同年8月 国際協力事業団理事。1979年8月 ソニー・プルデンシャル生命代表取締役社長。

## 略歴
- 1947年12月：大蔵省仮入省（事務取扱嘱託）[2]。
- 1948年3月：大蔵省本入省（主計局）[2]。
- 1949年10月：東京財務局[2]。
- 1949年10月：主計局 兼 東京財務局[2]。
- 1950年4月：東京国税局調査査察部調査課。
- 1950年5月：大阪国税局調査査察部調査第一課。
- 1950年6月：大阪国税局調査査察部調査第二課。
- 1951年1月：大阪国税局調査査察部調査第一課。
- 1951年4月：大臣官房秘書課。
- 1951年7月：英国留学（〜1953年9月）。
- 1953年10月：為替局企画課長補佐。
- 1959年7月：主計局。
- 1959年8月：主計局主計官補佐（運輸、国鉄係主査）。
- 1962年6月：主計局総務課長補佐。
- 1963年5月：行政管理庁行政管理局管理官。
- 1965年7月：大臣官房財務調査官（財務参事官室担当）。
- 1966年4月：国際金融局短期資金課長 兼 大臣官房財務調査官（財務参事官室担当）。
- 1966年6月：国際金融局短期資金課長。
- 1967年8月：国際金融局企画課長。
- 1967年10月：国際金融局国際機構課長。
- 1970年6月：国際金融局総務課長。
- 1971年5月：大臣官房付。
- 1971年5月：アジア開発銀行日本理事。
- 1973年6月26日：大臣官房審議官（国際金融局担当）。
- 1974年7月10日：関東財務局長。
- 1975年7月8日：退官。
- 1975年8月：国際協力事業団理事。
- 1979年8月：ソニー・プルデンシャル生命代表取締役社長。

## 人物
- “大蔵省の歩くコンピュータ”と呼ばれていた。頭が良過ぎるため、話にムダがなく、おもしろ味に欠かる面があったが、その後は、会うとまず「君は最近どういうものに興味を持っているかネ」と問いかけてきていたという[1]。